# 클린튼 선드버그

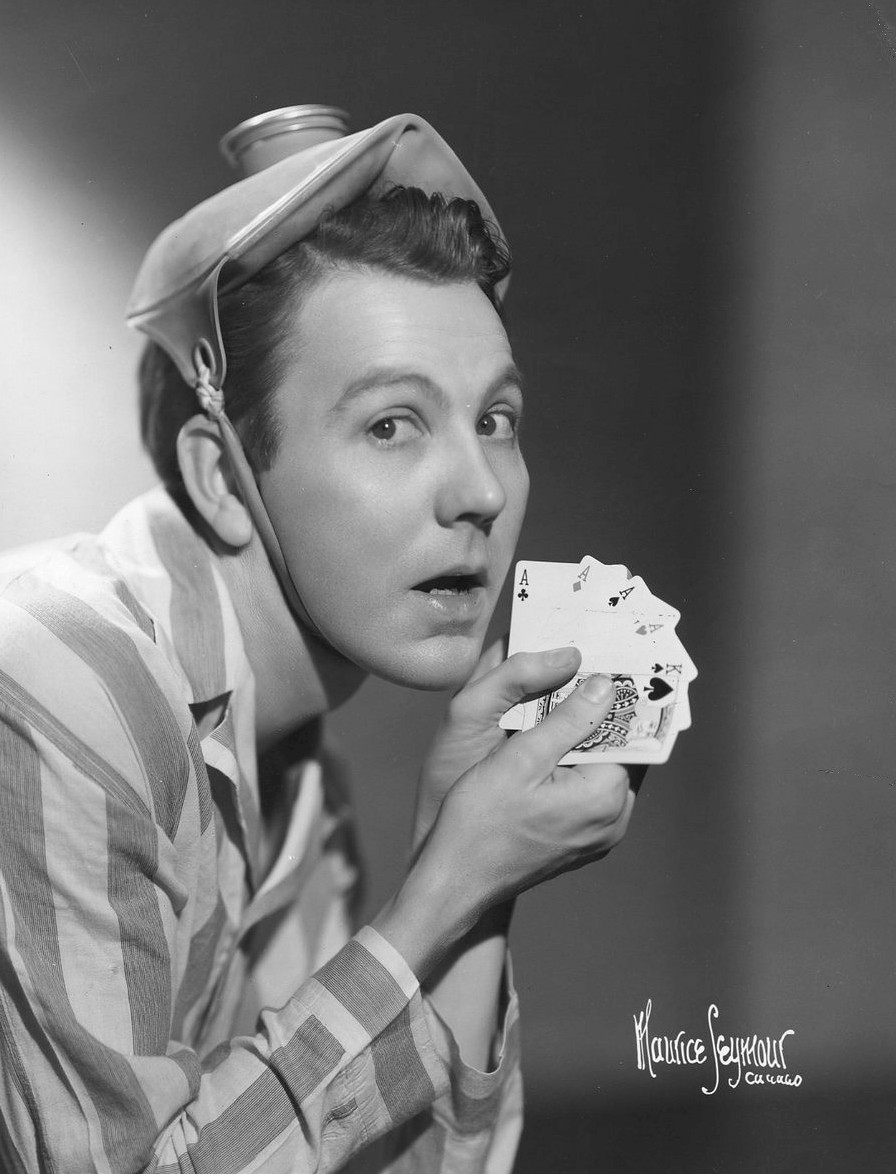

클린튼 선드버그(Clinton Sundberg, 1903년 12월 7일 ~ 1987년 12월 14일)는 미국의 배우, 연극 배우이다.
샌타모니카에서 사망하였다.

## 방송
- 도비 길리스

## 영화
- 천국의 독신남 (1961년)
- 도비 길리스 (1959년)
- 페리 메이슨 (1957년)
- 더 걸 넥스트 도어 (1953년)
- 캐디 (1953년)
- 벨 오브 뉴욕 (1952년)
- 헨리의 사랑찾기 (1951년)
- 아이다호의 공작부인 (1950년)
- 투 윅스 위드 러브 (1950년)
- 토스트 오브 뉴 올린스 (1950년)
- 애니여 총을 잡아라 (1950년) - 포스터 윌슨 역
- 즐거운 여름 (1949년)
- 바클레이스 오브 브로드웨이 (1949년)
- 워즈 앤 뮤직 (1948년)
- 키싱 밴디트 (1948년)
- 주디와 데이트 (1948년)
- 이스터 퍼레이드 (1948년) - 바텐더 - 마이크 역
- 인어의 노래 (1948년)
- 송 오브 러브 (1947년)
- 디자이어 미 (1947년) - 세일즈맨 역
- 리빙 인 어 빅 웨이 (1947년)
- 굿 뉴스 (1947년) - 버튼 케년 교수 역
- 러브 래프 앳 앤디 하디 (1946년)